# Caprices
Caprices is een Franse film van Léo Joannon die werd uitgebracht in 1942.

## Samenvatting
Lise is een gevierde actrice die zich voordoet als een behoeftig bloemenverkoopstertje. Philippe is een vermogend zakenman met veel aanzien die doet alsof hij een oplichter en een vervalser is. Ze ontmoeten elkaar waarbij ze hun rol heel ernstig spelen. Lise ziet in Philippe de persoon die haar uit haar benarde toestand zal bevrijden.
Lise wordt door enkele vrienden aangemoedigd haar rol van arme jonge vrouw te blijven spelen omdat zij echt geld nodig hebben. Door deze komedie komen Philippe, Lise en vrienden terecht in een opeenvolging van avonturen.

## Rolverdeling
| Acteur            | Personage      |
| ----------------- | -------------- |
| Danielle Darrieux | Lise           |
| Albert Préjean    | Philippe       |
| Jean Parédès      | Constant       |
| Alfred Pasquali   | de regisseur   |
| Germaine Reuver   | de moeder      |
| Christiane Ribes  | de prostituee  |
| Jean Brochard     | de vader       |
| André Gabriello   | de commissaris |
| Primerose Perret  | Friquette      |
| Colette Régis     | de oude vrouw  |
| Bernard Blier     | Marcel         |
| Marcel Pérès      | de gendarme    |
| Marcel Maupi      | de chauffeur   |